# 哈拉伊基環礁
哈拉伊基環礁（Haraiki）是南太平洋法屬波利尼西亞的環礁，屬於土阿莫土群島的一部分，由马凯莫市镇管辖，位於北馬魯特阿環礁西南42公里，由3個島嶼組成，長7公里、寬5公里，土地面積4平方公里，潟湖面積10.4平方公里，島上無人居住。

## 外部連結
- （页面存档备份，存于）
- Spanish voyages（页面存档备份，存于）
- Atoll list (in French)

17°28′S 143°28′W / 17.467°S 143.467°W